# Интерпроект
ООО «ИнтерПроект» — российская телекоммуникационная компания, работающая под брендом FreshTel. Предоставляет мобильный доступ в интернет по технологии WiMax.

## Деятельность
FreshTel — международная сеть 4G, предоставляющая беспроводной, высокоскоростной, широкополосный доступ в интернет по технологии WiMax. На данный момент провайдер запустил сеть в коммерческую эксплуатацию в Подмосковье (Чехов, Серпухов, Щербинка), Тульской области (Тула, Новомосковск, Алексин) и в городе Липецк.
15 апреля запущена тестовая эксплуатация сети в городе Ростов-на-Дону. Пока зона покрытия в городе не велика, но провайдер обещает, что уже в мае количество базовых станций увеличится вдвое, а до конца 2012 года компания планирует охватить почти весь город и ближайшие пригороды. До 2014 года FreshTel планирует построить сеть в более 300 городах.
В строительство сетей мобильного широкополосного интернет-доступа (ШПД) по технологии WiMax FreshTel инвестирует $200 млн.

## Страны
Бренд FreshTel представлен в следующих странах:
- Россия

Страны в которых FreshTel прекратил работу:
- Украина (компания Украинские новейшие технологии, с 2009 года) [3]

## Лицензии
- № 51464, № 55754: Услуги связи по передаче данных, за исключением услуг связи по передаче данных для целей передачи голосовой информации (Москва и Московская область, Белгородская и Тульская области).
- № 51462, № 55752: Телематические услуги связи (Москва и Московская область, Белгородская и Тульская области).
- № 67438: Услуги по предоставлению каналов связи (Воронежская, Липецкая, Московская, Ростовская, Тульская области, г. Москва, Краснодарский край).